# Emilio (nombre)
Emilio es un nombre de pila de varón en español. Probablemente su origen procede del vocablo latino aemilius de la gens Aemilia, que significa "rival".  Otros se decantan por la locución griega Aimilios (Αιμιλιος) cuya acepción es "amable".

## Variaciones
- Emiliano/Emiliana
- Emilia
- Emila
- Emily
- Émili
- Emil
- Émile

## Hipocorísticos
- Millo
- Milio
- Milito
- Emi
- Milin
- Mimi
- Mi
- Milo
- Meli

## Onomástica
- 5 de abril: San Emilio.
- 22 de mayo: San Emilio.
- 27 de mayo: San Emilio (en Chile)
- 28 de mayo: San Emilio, mártir junto a San Eladio.
- 6 de octubre: San Emilio, mártir en el año 251, fue quemado vivo junto a San Casto.
- 15 de septiembre: San Emilio de Córdoba o Emilas de Córdoba, diácono mártir en el año 852.

## Personajes célebres conocidos

### Artistas y escritores
- Émile Deschamps (1791-1871). Poeta francés.
- Émile Augier (1820-1889). Dramaturgo francés.
- Émile Gaboriau (1835-1873). Escritor francés.
- Emilio de Alcaraz, vizconde de Solís (¿?-1879), periodista, dramaturgo, político y escritor español.
- Emil Waldteufel (1837-1915). Compositor francés.
- Émile Zola (1840-1902). Escritor francés.
- Émile Verhaeren (1855-1916). Poeta belga.
- Émile Cohl (1857-1938). Dibujante francés.
- Emil von Sauer (1862-1942). Pianista alemán.
- Emilio Salgari (1862-1911). Escritor italiano.
- Émile Jaques-Dalcroze (1865-1950). Compositor suizo.
- Emil Nolde (1867-1956). Pintor expresionista alemán.
- Émile Bernard (1868-1941). Pintor alemán.
- Émile Fabre (1869-1955). Dramaturgo francés.
- Émile Cammaerts (1878-1953). Poeta y dramaturgo belga.
- Émile Nelligan (1879-1941). Poeta franco-canadiense.
- Emil Ludwig (1881-1948). Escritor polaco.
- Emil Jannings (1884-1950). Actor suizo nacionalizado alemán.
- Vicente Emilio Sojo (1887-1974). Músico venezolano.
- Emilio Freixas (1889-1976). Dibujante y autor de cómic español.
- Emilio Prados (1899-1962). Poeta español.
- Emilio Romero Padilla (1899-1993). Escritor peruano.
- Emil František Burian (1904-1959). Escritor checo.
- Emilio Fernández Romo (1904-1986). Actor mexicano.
- Emilio Adolfo Westphalen (1911-2001), poeta peruano.
- Émile Michel Cioran (1911-1995). Escritor y filósofo de origen rumano.
- Emil Gilels (1916-1985). Pianista ruso.
- Emilio Romero Gómez (1917-2003). Periodista y escritor español.
- Emilio Aragón "Miliki" (1929-2012). Payaso y cantante español.
- Emilio Aragón Álvarez (n. 1959). Humorista, músico y presentador español
- José Emilio Pacheco (1939-2014). Poeta mexicano.
- Emilio Estévez (n. 1969), actor estadounidense.
- Emilio Laguna (n.1930), actor español.

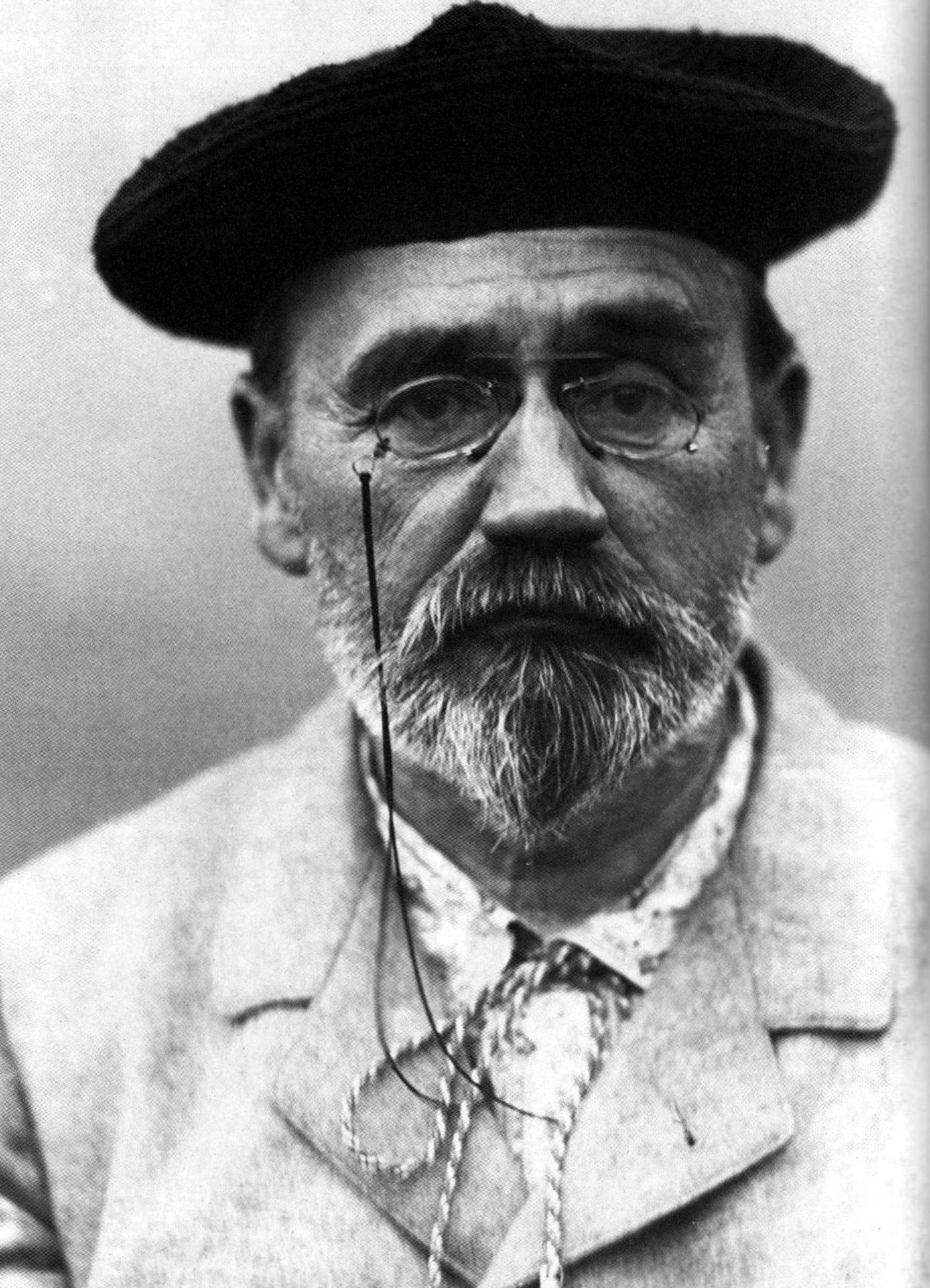
Émile Zola
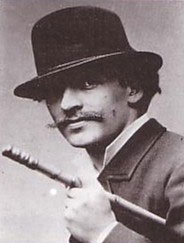
Émile Cohl
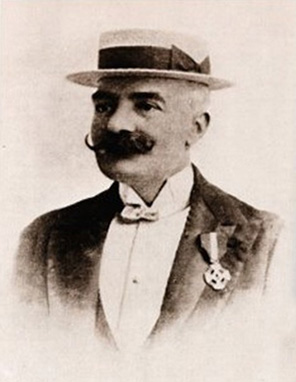
Emilio Salgari
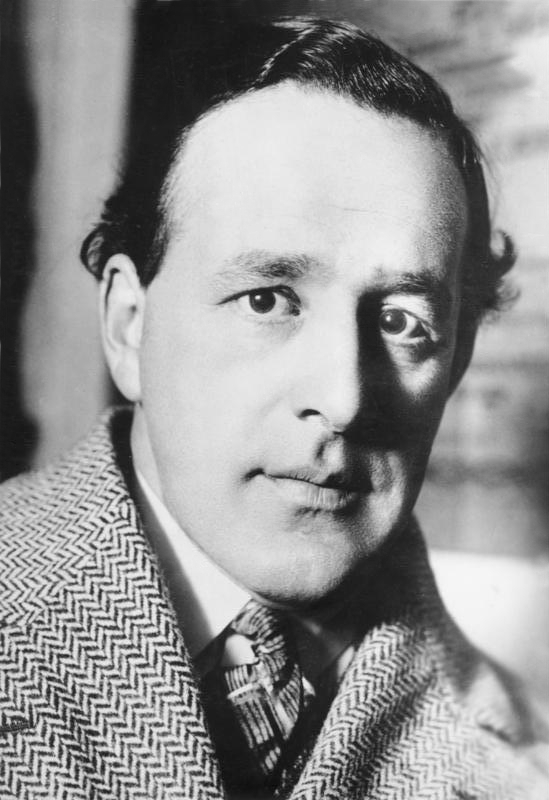
Emil Ludwig
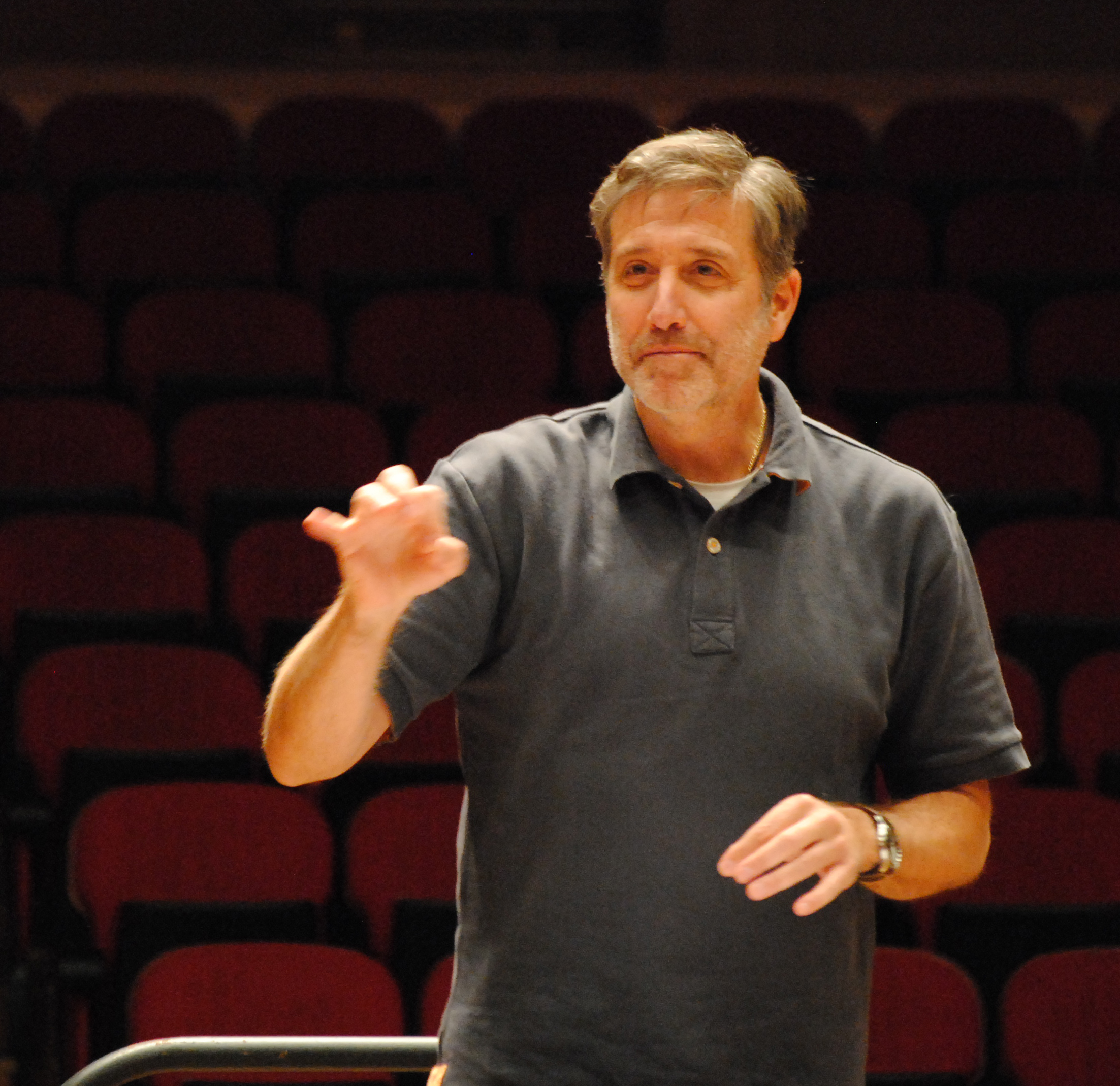
Emilio Aragón

### Militares
- Emilio Mola (1887-1937). General español.
- Emilio Aguinaldo (1869-1964). General y primer presidente de Filipinas.

Emilio Aguinaldo

### Personajes políticos y de la magistratura
- Lucio Emilio Paulo (m. 216 a. C.). Cónsul romano y cuñado de Escipión el Africano. Muerto en la batalla de Cannas.
- Marco Emilio Lépido (siglo I a. C.). Cónsul romano, pontífice máximo y censor.
- Marco Emilio Lépido (siglo II a. C.). Pretor romano.
- Marco Emilio Lépido (6-39 a. C.). Esposo de Julia Drusila, la hermana del emperador romano Calígula.
- Emilio Papiniano (150? - 212). Jurista romano.
- Emilio Castelar y Ripoll (1832-1899). Político y escritor español. Presidente de la I República.
- Emil Welti (1825-1899). Político suizo.
- Émile Ollivier (1825-1913). Estadista francés.
- Émile Combes (1835-1921). Primer ministro francés.
- Émile Loubet (1838-1929). Estadista francés.
- Émile Vandervelde (1866-1938). Estadista belga.
- Émile Gentil (1866-1914). Administrador colonial francés.
- Emil Hácha (1872-1945). Presidente checo.
- Emil Jónsson (1902-1986). Primer ministro islandés.
- Émile Jonassaint (1913-1995). Político haitiano.
- Émile Derlin Zinsou (1918- ). Presidente de Benín.

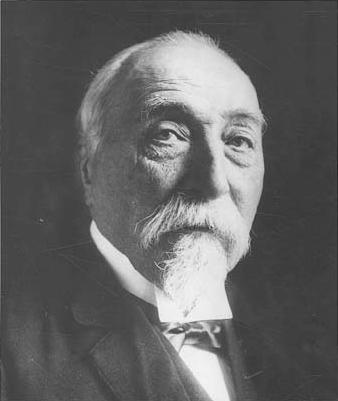
Émile Combes
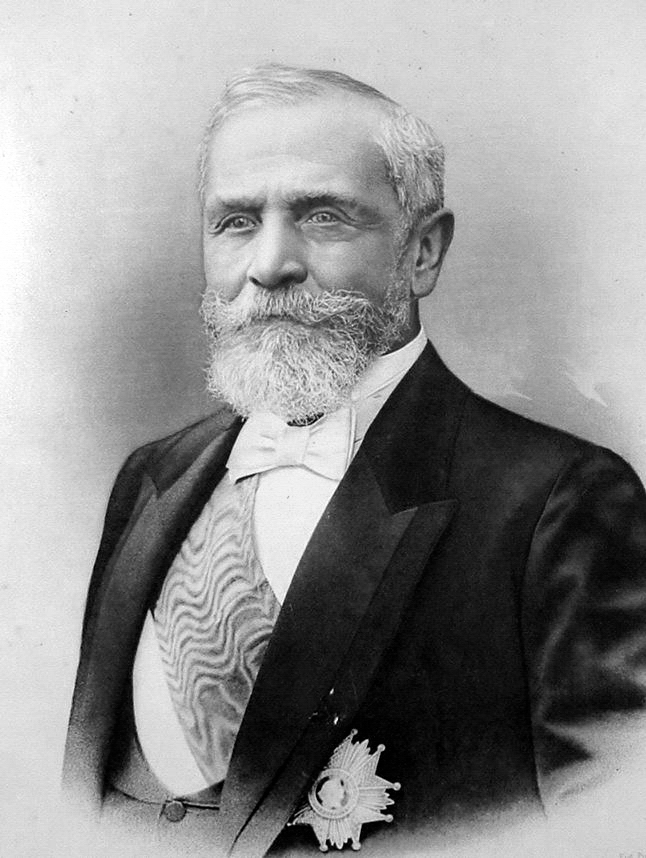
Emile Loubet
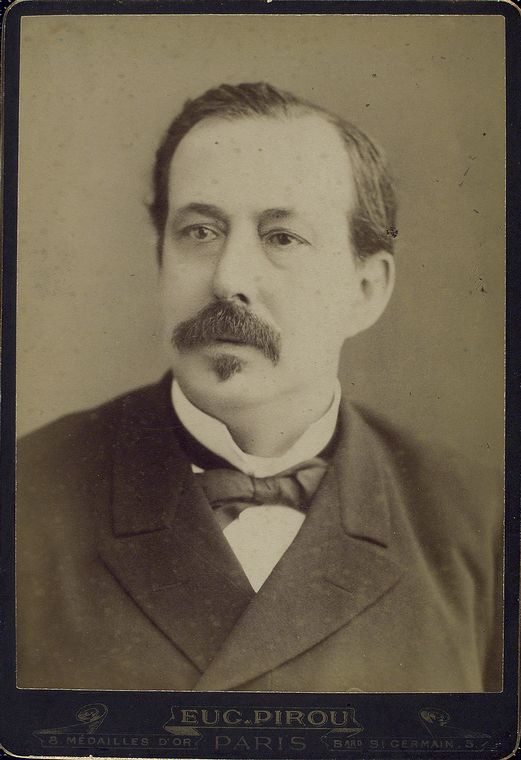
Emilio Castelar
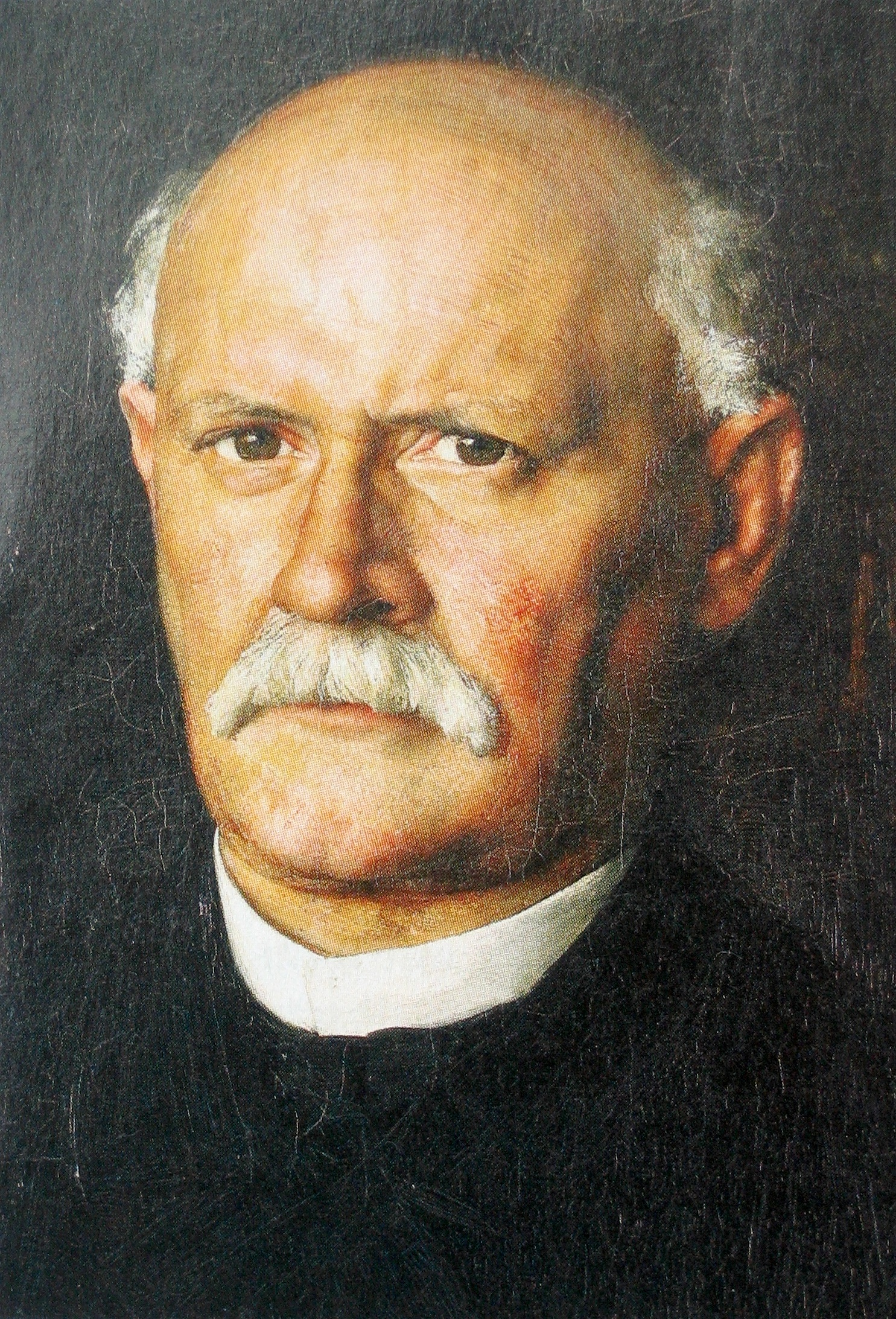
Emil Welti

### Científicos e inventores
- Émile Durkheim (1858-1917). Sociólogo y antropólogo francés.
- Emilio Segrè (1905-1989). Físico nuclear estadounidense de origen italiano y Premio Nobel de Física.
- Emil Kraepelin (1856-1926). Psiquiatra alemán.
- Emil Artin (1898-1962). Matemático austriaco.
- Emile Berliner (1851-1929). Inventor alemán.
- Hermann Emil Fischer (1852-1919). Químico alemán y Premio Nobel de Química.
- Emil Adolf von Behring (1854-1917). Bacteriólogo alemán y Premio Nobel de Fisiología.
- Emil Theodor Kocher (1841-1917). Médico suizo y Premio Nobel de Medicina.
- Émile Boirac (1851-1917). Filósofo y psíquico francés, impulsor del esperanto.
- Emil du Bois-Reymond (1818-1896). Fisiólogo alemán.
- Emil Škoda (1839-1900). Ingeniero checo.
- Emil Christian Hansen (1842-1909). Botánico danés.
- Emil Pfeiffer (1846-1921). Bacteriólogo alemán.
- Émile Levassor (1844-1897). Inventor francés.
- Emil Holub (1847-1902). Naturalista y explorador.
- Emile Berliner (1851-1929). Inventor germano-estadounidense.
- Émile Roux (1853-1933). Bacteriólogo francés.
- Charles Émile Picard (1856-1941). Matemático francés.
- Emile Coué (1857-1926). Farmacéutico francés, padre del condicionamiento aplicado.
- Émile Meyerson (1859-1933). Químico franco-polaco.
- Émile Haug (1861-1927). Geólogo francés.
- Émile Borel (1871-1956). Matemático y estadista francés.
- Emilio Herrera Linares (1879-1967). Ingeniero aeronáutico, militar y político español.
- Emil Fahrenkamp (1885-1966). Arquitecto alemán.
- Emil Leon Post (1897-1954). Matemático polaco-estadounidense, creador del  sistema formal llamado Máquina de Post.
- Emil Vodder (1896-1986). Médico danés, padre del drenaje linfático manual.
- Emil Marcel Mrak (1901-1987). Nutricionista y microbiólogo estadounidense.
- Emilio Méndez Pérez (n. 1949). Físico español y Premio Príncipe de Asturias de Investigación Científica y Técnica.

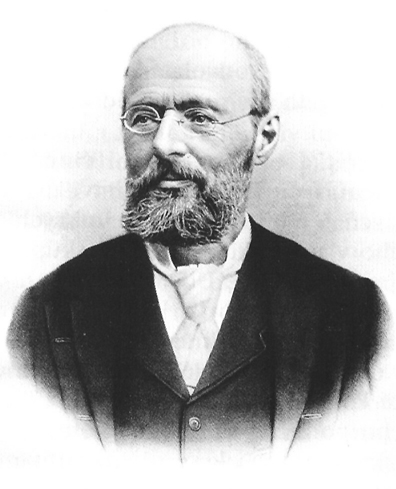
Emil Škoda
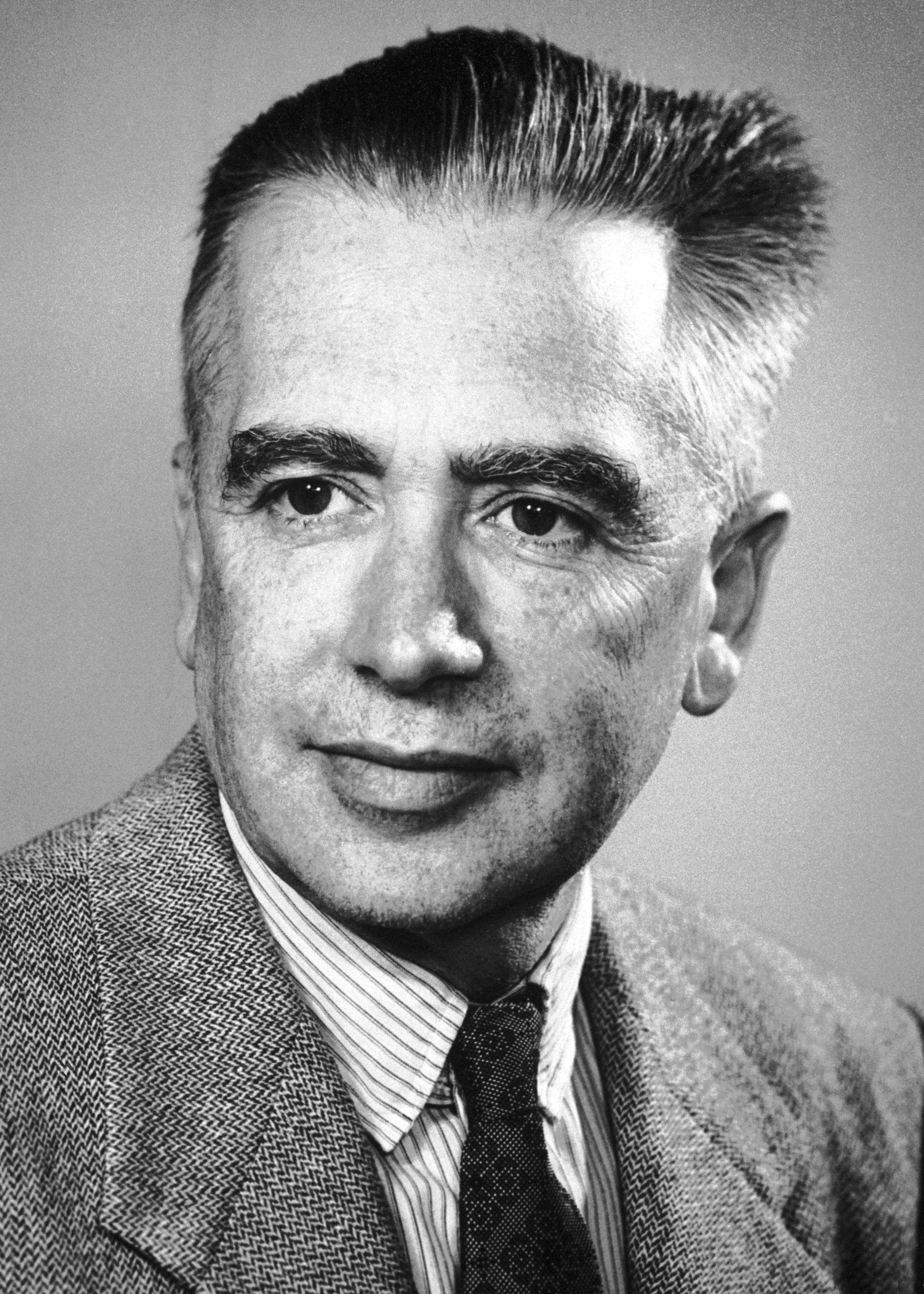
Emilio Segrè
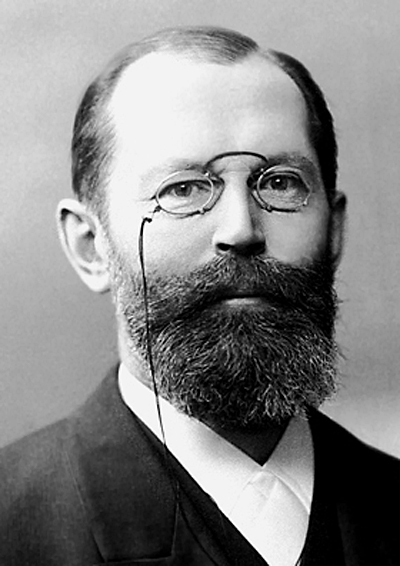
Hermann Emil Fischer
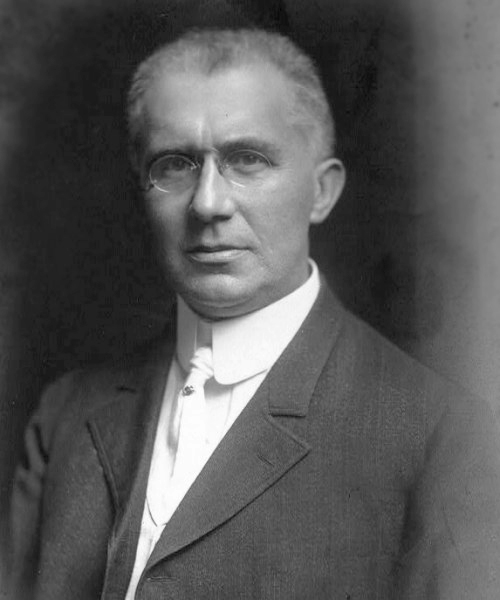
Emile Berliner

### Empresarios
- Emil Rathenau (1838-1915). Industrial alemán.
- Émile Gallé (1846-1904). Ceramista y cristalero francés.
- Emilio Botín (1934-2014). Banquero español.
- Emilio Tuñón (1959). Arquitecto español.

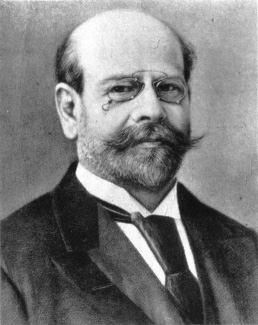
Emil Rathenau
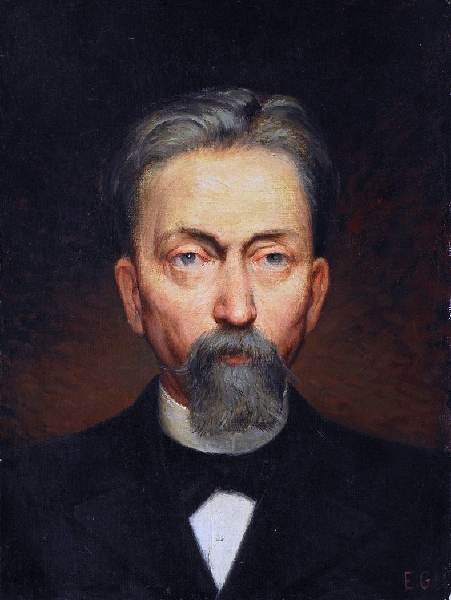
Émile Gallé
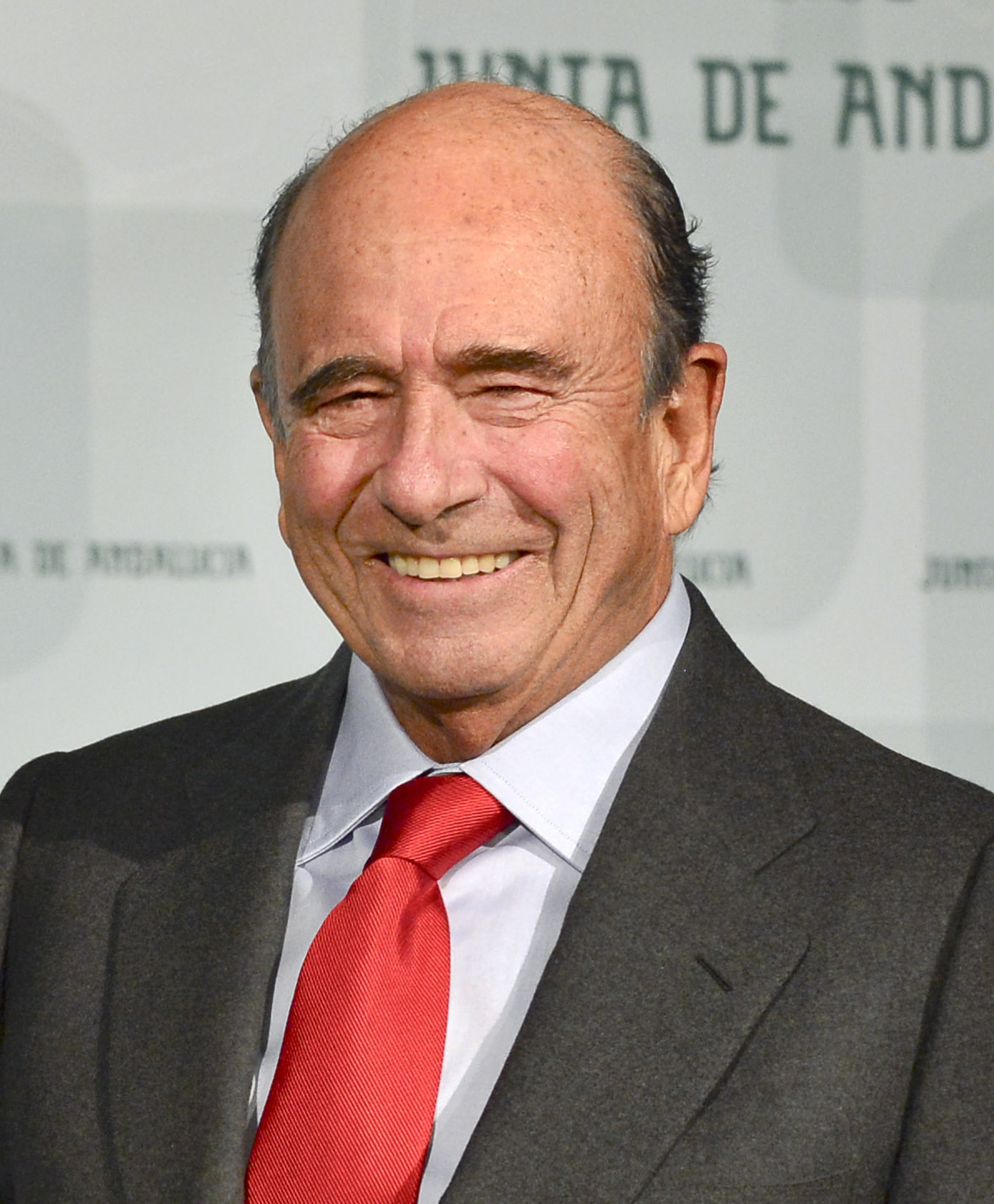
Emilio Botín

### Deportistas
- Emil Zátopek (1922-2000). Atleta olímpico checo.
- Emile Griffith (1938-2013). Boxeador virgenense.
- Emilio de Villota (n. 1946). Piloto español de Fórmula 1.
- Emilio Butragueño (n. 1963). Futbolista español.
- Emilio Sánchez Vicario (n. 1965). Tenista español.
- Emilio Alzamora (n. 1973). Piloto español de motociclismo campeón del mundo en 125 cc.
- Emil Sutovsky (n. 1977). Gran Maestro Internacional de ajedrez.
- Emilio Izaguirre (n. 1986). Futbolista hondureño.
- Emiliano Martínez (n. 1992). Futbolista argentino.
- Émile Franco  (n. 2000). Futbolista peruano.

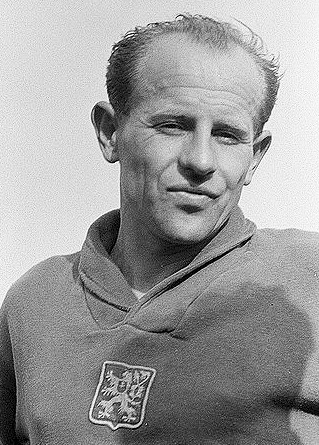
Emil Zátopek
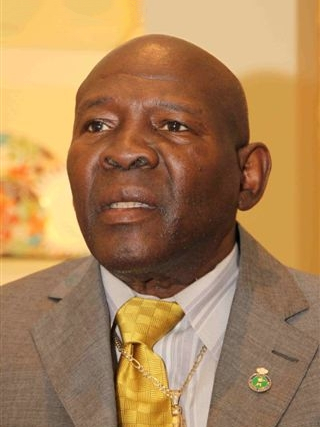
Emile Griffith
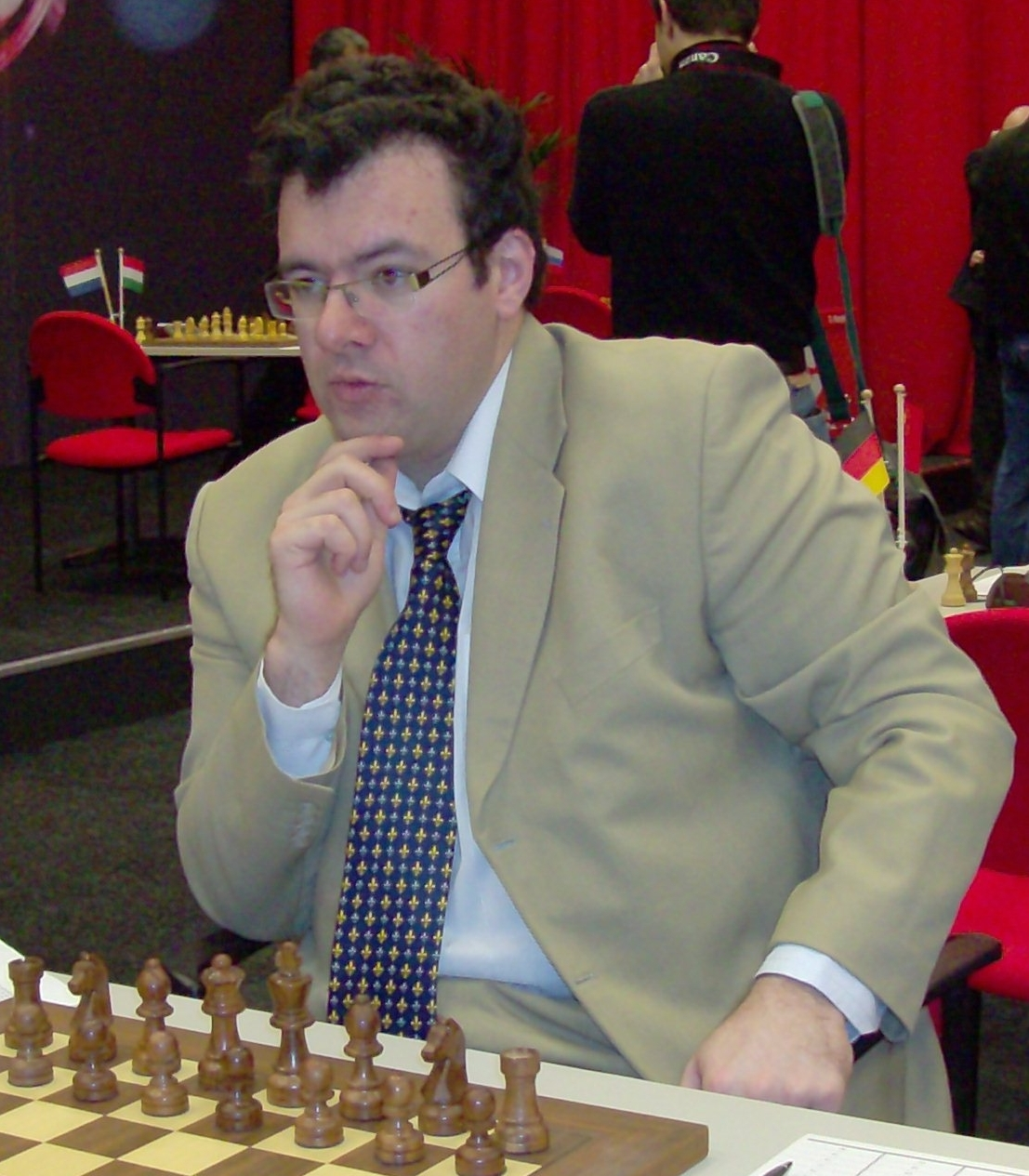
Emil Sutovsky

## Variantes en otros idiomas
| Equivalencias en otros idiomas |             |            |             |
| Idioma                         | Traducción  | Idioma     | Traducción  |
| Gallego                        | Emilio      | Danés      | Emil        |
| Catalán                        | Emili       | Noruego    | Emil        |
| Francés                        | Émile       | Sueco      | Emil        |
| Italiano                       | Emilio      | Ruso       | Эмиль       |
| Portugués                      | Emilio      | Checo      | Emil        |
| Inglés                         | Emil, Emile | Polaco     | Emil        |
| Alemán                         | Emil        | Eslovaco   | Emil        |
| Croata                         | Emil        | Neerlandés | Emiel, Emil |
| Finés                          | Eemil       | Vasco      | Emilli      |